# 2779 Mary
2779 Mary (1981 CX) là một tiểu hành tinh vành đai chính được phát hiện ngày 6 tháng 2 năm 1981 bởi N. G. Thomas ở Flagstaff (AM).